# Archytas unguis
Archytas unguis är en tvåvingeart som först beskrevs av Townsend 1915.  Archytas unguis ingår i släktet Archytas och familjen parasitflugor.
Artens utbredningsområde är Peru. Inga underarter finns listade i Catalogue of Life.